# Kodagihalli, Tumkur
Kodagihalli là một làng thuộc tehsil Tumkur, huyện Tumkur, bang Karnataka, Ấn Độ.